# 群眾專政
群眾專政是一個共產主義理论名詞，主張放手发动群众，监督和改造被专政对象。

## 概述
列宁指出：“国家是镇压机关。必须镇压剥削者，但是，用警察是镇压不了他们的，只有群众自己才能镇压他们。”毛泽东提出了无产阶级政党领导下的人民群众专政的理论，在土地改革运动、镇压反革命、三反五反、反右运动中实行了群众专政。他说：“没有把群众发动起来，没有群众的监督，就不可能对反动分子和坏分子实行有效的专政，也不可能对他们进行有效的改造，他们就会继续捣乱，还有复辟的可能。”
李敖說，「群众大会是最欠理性的，是独裁国家的煽情法宝，本来就容易对民主构成伤害」。